# Auslandschinesen

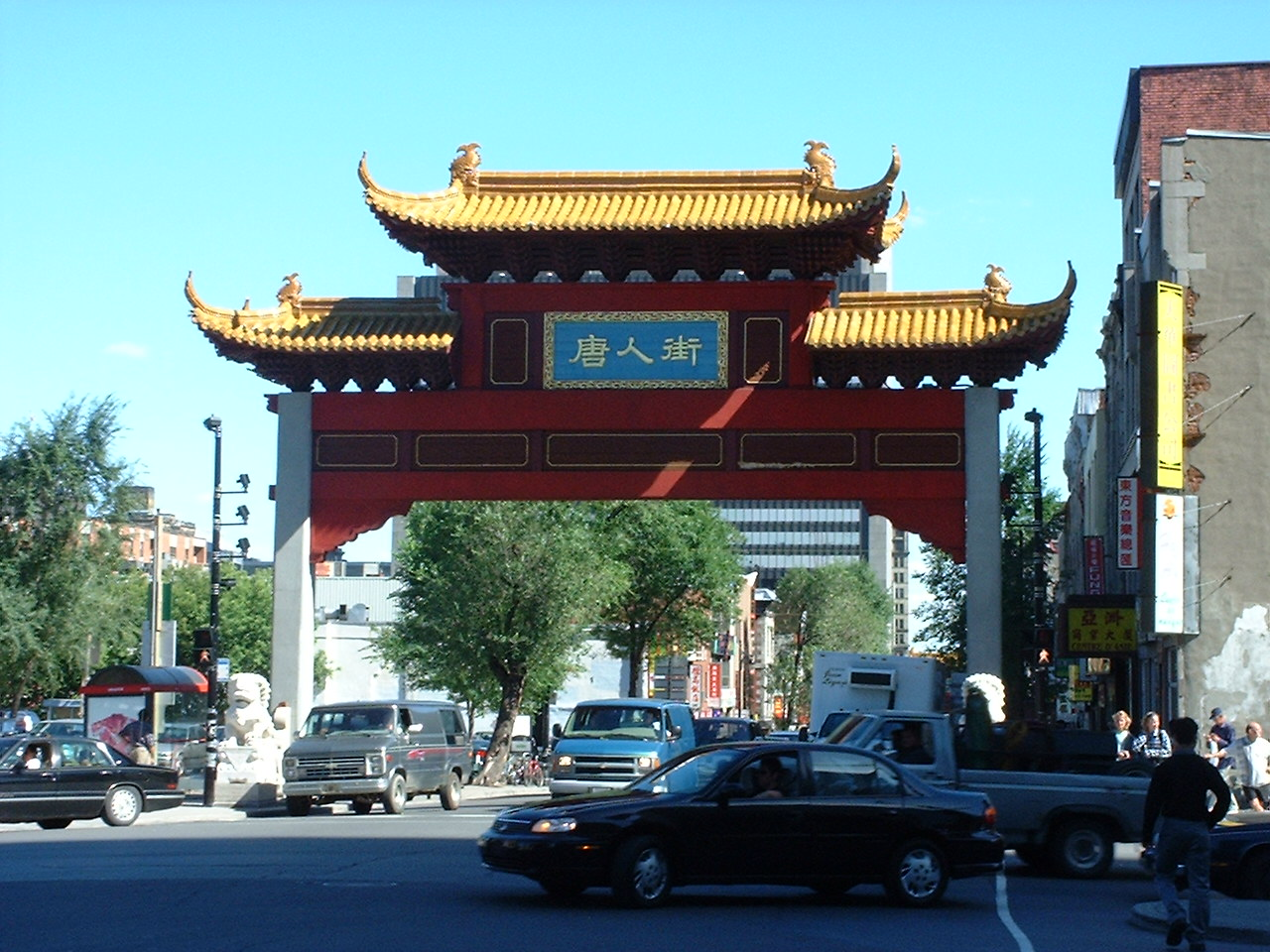
Tor zur Chinatown von Montreal:
Inschrift: „唐人街 (Tángrénjiē)“ wörtl.: „Straße der Tang-Menschen“

Als Auslandschinesen, gelegentlich auch Überseechinesen, werden Chinesen bezeichnet, die außerhalb der Volksrepublik China und der Republik China auf Taiwan leben. Schätzungen sprechen heute von etwa 40 bis 45 Millionen Auslandschinesen. Im Sprachgebrauch des Chinesischen wird allgemein unterschieden zwischen:
- Haiwai Huaqiao (海外僑民 / 海外侨民,  hǎiwài qiáomín – „Überseebürger“) als Menschen (meist Han-Chinesen) mit einem Pass der VR China oder der Republik China, die dauerhaft im Ausland leben; und
- Haiwai Huaren (海外華人 / 海外华人,  hǎiwài huárén – „Übersee-Chinese“) als Menschen mit chinesischer Herkunft, die die Staatsbürgerschaft des Landes, in dem sie leben, angenommen haben.

Auslandschinesen sind zum größten Teil ethnische Han-Chinesen, deren Vorfahren historisch überwiegend sogenannte Kontraktarbeiter (Kuli) waren, zu einem kleinen Teil auch Angehörige ethnischer Minderheiten Chinas, darunter vor allem Mandschu, Hui-Chinesen, Uiguren und Tibeter. Der chinesische Begriff Überseechinese oder Auslandschinesen (華僑 / 华侨,  huáqiáo) steht für chinesische Staatsangehörige, die als Fremde vorübergehend oder auch dauerhaft (seit Generationen z. B. in Japan, Indonesien, Thailand) in der Diaspora leben.
Für ethnische Chinesen, die ausländische Staatsbürger sind, werden die Begriffe hǎiwài huárén (海外華人 / 海外华人 – „Überseechinese“) oder huáyì …rén (華裔…人 / 华裔…人 – „chinesischstämmige[r] … Staatsbürger“) verwendet.

## Geschichte

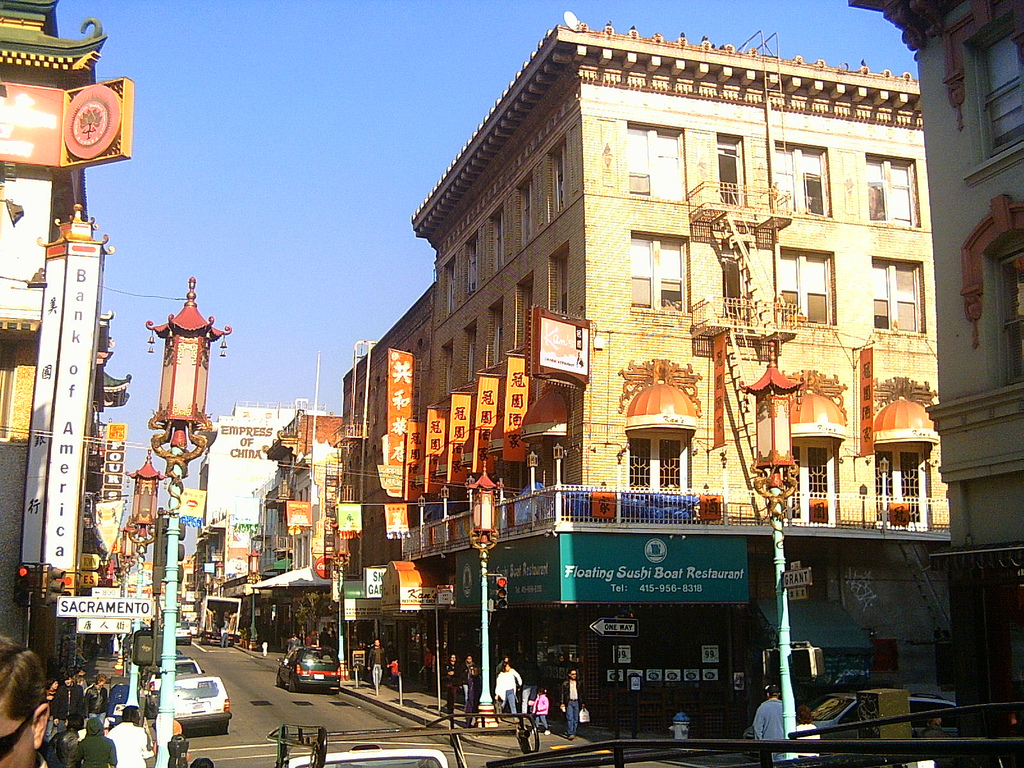
Die Chinatown in San Francisco (Kalifornien), ein Beispiel für eine auslandschinesische Siedlung

### Überseehandel
Seit der Zeit der Ming-Dynastie haben sich Chinesen in Vietnam und Thailand angesiedelt und sich in diesen Ländern teilweise mit der übrigen Bevölkerung assimiliert. In nichtbuddhistischen Ländern blieben diese frühen Gemeinschaften zumeist unter sich und organisierten sich häufig eigenständig im Rahmen von Geheimgesellschaften. Das chinesische Kaiserreich begünstigte einerseits mit der militärischen Expansion unter Admiral Zheng He die Ausbreitung chinesischer Kaufleute im pazifischen Raum, andererseits führte die ablehnende Haltung des Konfuzianismus gegenüber jeder Form von Handel, und insbesondere des als Beleidigung der kaiserlichen Würde verstandenen Außenhandels – denn dieser widersprach der Auffassung, dass China autark sein musste – zur Verdrängung der Händler ins Ausland. Dort konnten sich die ungeliebten Händler auch den Staatsmonopolen entziehen, die die Entstehung einer privat kapitalisierten Wirtschaft unterbanden. Nach konfuzianischem Selbstverständnis, so schrieb der Schriftsteller Yu-chien Kuan (1931–2018), konnten nur minderwertige Menschen ihr Heimatland verlassen. Nur im Rahmen des Tributsystems, bei dem sich die ausländischen Händler und Diplomaten symbolisch der chinesischen Oberhoheit unterwarfen, war der Außenhandel aus Sicht der Monarchie ausdrücklich erwünscht. Schon in der Song-Zeit von 960 bis 1279 und später zwischen 1740 und 1840 war der Handel in Südostasien fest in chinesischer Hand.
Ein weiterer Reiseweg führte über Land ins Innere Asiens und bis nach Persien oder Europa; für das 14. Jahrhundert liegen Berichte über chinesische Viertel in den russischen Städten Moskau und Nowgorod vor. Vor dem 14. Jahrhundert reiste eine chinesische Frau entlang einer Handelsroute nach Osteuropa aus, wo sie zum Judentum konvertierte und einen aschkenasischen Mann heiratete.

### Massenauswanderung
Das Vordringen des europäischen Kolonialismus änderte die Lage. Die chinesischen Händler wurden ins Kolonialsystem integriert. Die Kolonialmächte schätzten sie als Mittelsmänner und verhinderten so eine Unterwanderung ihrer Geschäftsprozesse durch Einheimische. Opium wurde zum Beispiel mit Hilfe der Überseechinesen umgeschlagen. Das Kuli-System wurde von wohlhabenden Überseechinesen mitorganisiert und ermöglichte es den Kolonialmächten, Arbeitskräfte für Infrastrukturprojekte zu rekrutieren. Treiber dieser chinesischen Arbeitsmigration waren das Bevölkerungswachstum in den Herkunftsgebieten, die zahlreichen Hungersnöte und das Eindringen des Kolonialismus nach China in Folge des Ersten Opiumkriegs, gleichzeitig war mit dem Verbot der Sklaverei eine neue Nachfrage entstanden. Schätzungen über die Zahl der damals ausgewanderten Chinesen liegen bei 15 Millionen Menschen. Die Vorfahren der heutigen Auslandschinesen wanderten meist zwischen dem 16. und 19. Jahrhundert aus und stammten überwiegend aus dem Gebiet des Perlflussdeltas und den Küstenprovinzen Guangdong und Fujian, weitere Gruppen von Auswanderern kamen aus Taiwan und Hainan. Ab den 1930er Jahren emigrierten vermehrt auch Frauen.
Die Auswanderung aus China wurde vom chinesischen Kaiserreich bekämpft, da das Reich fürchtete, es könnten sich Widerstandsnester gegen die Herrschaft in der Fremde herausbilden. Diese Einschätzung war überwiegend richtig, da die Nationalbewegung Sun Yat-sens von den chinesischen Gemeinschaften aus Übersee finanzielle Hilfe für die politische Umgestaltung Chinas erhielt. Weil die Monarchie jedoch anerkennen musste, dass die westlichen Kolonialmächte China technologisch weit überlegen waren, wurde ab 1850 die Entsendung junger Männer zum Studium in den USA, England, Frankreich und Deutschland gefördert. Auch Offiziere eigneten sich im Ausland Kenntnisse in moderner Kriegsführung und Technologie an, womit auch westliches Gedankengut, wie der Marxismus, schließlich nach China gelangte.

### Chinesische Diaspora in Asien

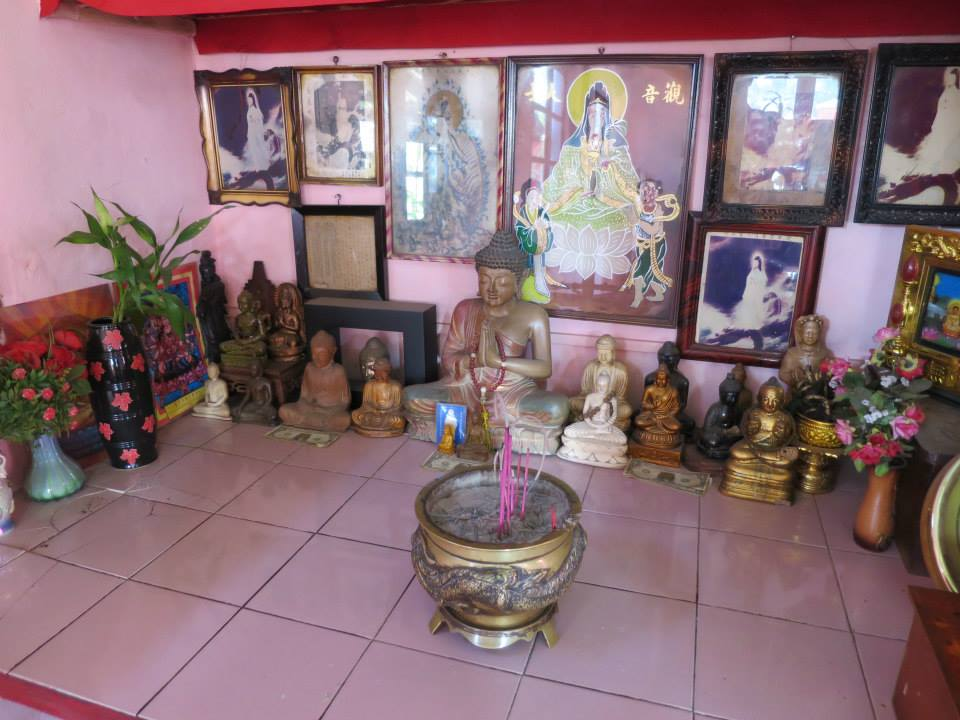
Guandi-Tempel (Dili)

Der Umstand, dass die chinesischen Händler ins Kolonialsystem integriert waren, machte sie in Südostasien besonders zu einer Paria-Gruppe in den sich bildenden Nationalstaaten. Diese Stellung ermöglichte es den Vielvölkerstaaten in Südostasien, eine nationale Identität mittels der Abgrenzung von den Chinesen zu entwickeln. Chinesen waren verbreiteter Feindschaft ausgesetzt, die sich unterschiedlich zeigte und auswirkte: von Diffamierung, Diskriminierung, Unterdrückung, ethnischer Verfolgung bis hin zu Pogromen, Vertreibung oder Ermordung. Die Triaden dienten auch dem Selbstschutz.
Die Entwicklung in China verstärkte die Ausgrenzung. In Thailand waren die Chinesen dem König verdächtig, weil 1911 die republikanische Xinhai-Revolution das Kaiserreich in China stürzte. Nachdem die Republik China durch die Volksrepublik China ersetzt wurde, waren in Indonesien die Chinesen automatisch des Kommunismus verdächtig, was unter anderem zu schweren Übergriffen auf sie führte (Massaker in Indonesien 1965–1966); auch im ab 1975 von Indonesien besetzten Osttimor. Zuvor hatte auch das imperialistische Japan als Besatzungsmacht in Südostasien mehrere blutige Kampagnen gegen die Chinesen geführt. Unter der Bezeichnung Sook Ching (dt. „Säuberung durch Elimination“) töteten japanische Soldaten allein in Malaya, dem Gebiet der späteren Staaten Malaysia und Singapur, rund 50.000 Chinesen. Tan Kah Kee leitete dagegen den nichtkommunistischen Widerstand.
Der Großteil der Auslandschinesen lebt heute vor allem in Südostasien. Außerhalb Chinas stellen Chinesen auch in Singapur mit 74,3 % der Bevölkerung die Mehrheit, das Hochchinesische ist eine der vier Amtssprachen des Stadtstaates. In Malaysia beträgt der Anteil der Chinesen an der Gesamtbevölkerung knapp 25 %, in einigen malaysischen Städten, wie etwa in Kuala Lumpur oder in Ipoh, stellen sie die größte ethnische Gruppe bzw. sogar die Bevölkerungsmehrheit. In Indonesien (3,6 % der Bevölkerung), den Philippinen, Thailand (10–15 % der Bevölkerung), Südkorea, Vietnam und Myanmar gibt es ebenfalls bedeutende chinesische Minderheiten. Im Kleinstaat Brunei stellten im Jahr 2016 Chinesen 10,3 % der Bevölkerung. Eine chinesische Minderheit lebt auch auf Timor, in Kambodscha (2,5 %) und Laos (3,2 %). In Vietnam verließen in Folge des Vietnamkriegs jedoch von 1976 bis 1979 rund 1 Million Chinesen das Land, sehr häufig in Richtung Frankreich. Kambodscha erlebte einen solchen Exodus im Jahr 1978.
In einigen dieser Länder kam es in der Vergangenheit immer wieder zu Diskriminierungen und Enteignungen von Chinesen, insbesondere in Indonesien und den Philippinen zur Zeit der niederländischen bzw. spanischen Kolonialherrschaft. Zahlreiche Bestimmungen im heutigen Malaysia werden von den dortigen Auslandschinesen als Weiterführung dieser Eingriffe in ihre freie wirtschaftliche Entfaltung aufgefasst. Diese Politik, von Abdul Razak 1971 eingeführt und von Mahathir bin Mohamad ausgebaut, gilt aus Sicht der Malaien (sogenannte Bumiputra) als Positive Diskriminierung, mit der dieser Volksgruppe zu Chancen im Wirtschaftsleben verholfen werden soll, zumal das wirtschaftliche Übergewicht der Chinesen gegenüber Malaien und Indern durchaus manifest ist: So waren 16 der 20 reichsten malaysischen Staatsbürger im Jahr 2001 chinesischer Abstammung. Die Bevorteilung der Bumiputra führt jedoch zu sozialen Spannungen, soll diese gleichzeitig aber auch kontrollierbar machen. Rund 100.000 Chinesen zogen in der blutigsten Phase des ethnischen Konflikts von 1947 bis 1957 in den späteren Staat Singapur.
Die Volksgruppe der Hakka wanderte überwiegend in Gebiete der späteren Staaten Malaysia (Penang), Singapur – beide bildeten damals zusammen die Straits Settlements – und Indonesien (Sumatra) aus. Die Auswanderung der Hakka umfasste 18 % der chinesischen Erstauswanderung. 1950 lagen die Hauptsiedlungsgebiete von Auslandschinesen an Malaysias Westküste, in Südvietnam, um Bangkok und auf Java. Die in den Straits Settlements, vor allem Malakka, seit dem 15. Jahrhundert ansässigen malaiischsprachigen chinesischen Familien werden als Straits Chinese, Peranakan oder Baba-Nonya bezeichnet. Auslandschinesen in Asien haben teilweise ihr ursprüngliches Aufenthaltsland gewechselt, so flohen Ende der 1990er Jahre 100.000 bis 200.000 chinesische Indonesier vor antichinesischen Unruhen nach Malaysia und vor allem nach Singapur. Diese Mobilität setzt sie immer wieder dem Vorwurf aus, keine loyalen Staatsbürger zu sein. Ein weiteres Siedlungsgebiet der Auslandschinesen in Asien ist seit dem Ende der Sowjetunion Russlands Ferner Osten; China interessiert sich dort für die Waldbestände.

### Chinesische Diaspora in Australien und im Pazifikraum
Ab den 1880er Jahren begannen australische Zuckerrohrpflanzer hauptsächlich in der Region um die Stadt Mackay in Queensland Chinesen, Javaner und Melanesier als Kontraktarbeiter auf den Südkontinent zu holen, letztere bis 1906 auch zur Zwangsarbeit, eine Praxis, die „Blackbirding“ genannt wurde. Heute sind 5,6 % der Australier ganz oder teilweise chinesischer Herkunft, dies entspricht rund 1,2 Millionen Menschen. Zudem kommen Tausende Chinesen jährlich zum Studium auf den Südkontinent. Die Zahl wohlhabender Investoren aus der Volksrepublik mit Zweitwohnungen in Sydney ist im Steigen begriffen. Der tatsächliche oder manchmal unterstellte Einfluss von chinatreuen Auslandschinesen und chinesischen Überseeorganisationen, wie dem United Front Department der KP oder der chinesischen Social-Media-Seite WeChat auf die Politik des Landes prägt zunehmend die öffentliche Debatte, zumal Chinesen in einzelnen Wahlbezirken bis 15 % der Wahlbevölkerung stellen. Auf der sehr kleinen, zu Australien gehörenden Weihnachtsinsel bilden Chinesen die Bevölkerungsmehrheit der nur etwa 1400 Einwohner.

### Chinesische Diaspora in Amerika
Bis 1890 holten westliche Zuckerrohrpflanzer auf Kosten der dortigen Monarchie 55.000 Chinesen und Japaner ins Königreich Hawaiʻi. Seit dem 19. Jahrhundert wanderten zahlreiche Chinesen in die Vereinigten Staaten ein, wo sich trotz zahlreicher ausdrücklich gegen Chinesen gerichteter Einwanderungs- und Niederlassungsbeschränkungen (Chinese Exclusion Act 1882) in vielen Großstädten sogenannte Chinatowns, chinesische Enklaven, entwickelten. Sie verrichteten häufig gefährliche Arbeiten im Eisenbahnbau, am Streckennetz der heutigen Amtrak. Im Dezember 1978 gaben die Volksrepublik China und die Vereinigten Staaten die Aufnahme diplomatischer Beziehungen bekannt, damit begann eine neue Einwanderung von zumeist besserqualifizierten Chinesen. Seit dem Übergang von Hongkong an die Volksrepublik ist Vancouver in Kanada und das umliegende Lower Mainland chinesisch geprägt, doch kamen erste Chinesen schon mit dem Eisenbahnbau in die Terminal City.
Als rassistische Formel gegen Chinesen fand in den USA der von den Briten zuvor schon in Asien verwendete Ethnophaulismus „Chinaman“ Verbreitung. Zuletzt sorgte im Februar 2022 eine unbedachte Äußerung des Schweizer Rechtswissenschaftlers Franz Werro für einen Eklat, als er einen aus Asien stammenden Studenten in einer Vorlesung an der Georgetown University als „Mr. Chinaman“ bezeichnete.
In Lateinamerika befinden sich große Gemeinden, insbesondere in Peru, wo sich von 1848 bis 1910 etwa 120.000 Einwanderer aus China ansiedelten. Allein im Zeitraum von 1860 bis 1874 waren es nach offizieller Zählung 75.000 Einwanderer. Einige wurden im Auftrag von Großgrundbesitzern sogar von der chilenischen Osterinsel nach Callao entführt, um im Guanoabbau zu arbeiteten, andere schufteten im Silberabbau. Angewandt wurde die Schuldsklaverei, da die Arbeiter den Preis ihre Reise während 8 Jahren zurückbezahlen mussten. 1862 stellten die als Ersatz für afrikanische Sklaven ins Land geholten 60.000 Chinesen 4,4 % der kubanischen Bevölkerung. 1873 gab es über 150.000 chinesische Einwanderer auf Kuba. Ihre Arbeitskraft diente hauptsächlich dem Zuckerrohranbau. Auf der Pflanzung Flor de Cuba waren um 1877 von den Arbeitern 409 Personen Schwarze und 170 Chinesen. Die Plantage Santa Suzanna hatte 632 Schwarze und 200 Chinesen. In Mexiko waren die als fremd betrachteten Chinesen in der Mexikanischen Revolution Anfeindungen ausgesetzt, während regimenahe Porfiristen und Positivisten ihre Anwesenheit begrüßten. Truppen Francisco Maderos ermordeten im Juni 1911 in Torreón 303 Chinesen. Insgesamt wurden 471 chinesische Mexikaner in den Jahren 1910 bis 1919 ermordet. Auch am Bau des Panamakanals arbeiteten Chinesen mit. In Lateinamerika wird die chinesische Gemeinde heute auf etwa 1,3 Millionen Personen geschätzt.
Von 1853 bis 1866 und teils darüber hinaus bis zum Ende des 19. Jahrhunderts wurden ca. 18.000 Chinesen als Kontraktarbeiter nach Britisch Westindien gebracht, vorwiegend nach Britisch-Guayana (das heutige Guyana), Trinidad und Jamaika. Ihre Nachkommen gehören teils heute noch zu den Bevölkerungen dieser Länder, teils sind sie auch unter den Einwanderern karibischer Herkunft u. a. im Vereinigten Königreich, den USA und Kanada zu finden.

### Chinesische Diaspora in Europa

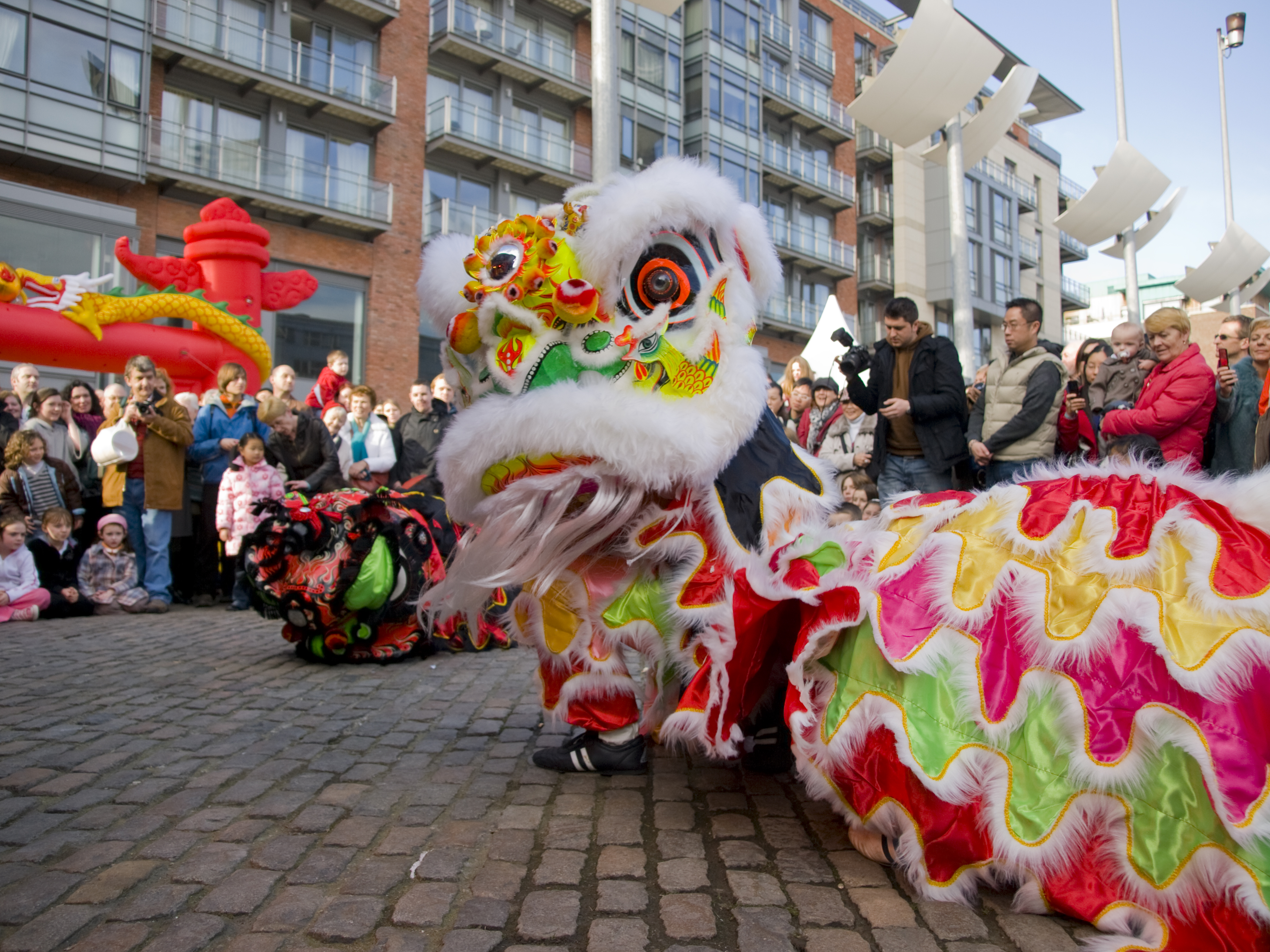
Chinesisches Neujahrsfest – Löwentanz, Dublin Irland 2008

2015 lebten rund 2,8 Millionen Bürger der Volksrepublik China mit legalem Aufenthaltsstatus in Europa. Seit 2002 ist ein Anstieg von Einwanderern der ersten Generation zu verzeichnen. Relativ die meisten Chinesen leben heute in den Niederlanden, fast 150.000 (knapp 1 % der Bevölkerung). Ihre Vorfahren hatten zuvor zu einem bedeutenden Teil im südamerikanischen Suriname gelebt, von wo sie 1975 geflohen waren, nachdem das Land am 25. November 1975 seine Unabhängigkeit erlangt hatte. In Großbritannien leben über 400.000 Chinesen, in Frankreich je nach Zählweise zwischen 400.000 und 600.000, in Deutschland mehr als 110.000. Überdurchschnittlich oft sind sie selbständig erwerbend, so etwa im Bereich der chinesischen Küche.
In Frankreich, das ab 1860 die Einwanderung aus China zwischenstaatlich geregelt hatte, haben sich Chinesen um 1900 erstmals in bedeutender Zahl rund um den Bahnhof Gare de Lyon angesiedelt, wo sie hauptsächlich die enge Passage Brunoy und Passage Raguinot bewohnten. Sie stammten zumeist aus dem Süden der Provinz Zhejiang und verdienten sich einen bescheidenen Lebensunterhalt als Hausierer oder in der Industrie. Während des Ersten Weltkriegs beschäftigte der französische Staat rund 140.000 chinesische Arbeiter in den Rüstungswerken oder für Terrassierungen, wobei ein Teil von ihnen danach nach Asien zurückkehrte. Unter den Einwanderern jener Zeit befand sich 1920 auch der spätere chinesische Staats- und Parteichef Deng Xiaoping, der unter anderem bei Renault in Boulogne-Billancourt arbeitete. 1949 endete der Zuzug mit dem Sieg der Kommunisten in China. In den 1970er Jahren kamen ethnische Chinesen als Flüchtlinge aus Kambodscha und Vietnam nach Frankreich und zogen überwiegend ins 13. Arrondissement von Paris, so entstand das dortige Chinatown zwischen der Avenue d’Ivry und der Avenue de Choisy. Als frühere Einwohner ehemaliger französischer Kolonien sprachen sie zumeist bereits Französisch. Ab 1978 folgte eine erneute Einwanderung aus der Volksrepublik, wobei damals vor allem Menschen aus Wenzhou eintrafen. Sie siedelten auch zahlreich in Norditalien. Diese letzte Einwanderergruppe dominiert heute zahlenmäßig in Frankreich.

### Kulturelle Aspekte der chinesischen Diaspora
Abschlüsse ausländischer Universitäten, insbesondere der US-amerikanischen Ivy League, genießen in China hohes Ansehen. 2018 kehrten von den hauptsächlich im westlichen Ausland studierenden Absolventen 79 % nach China zurück. Hauptzielländer sind die USA, Kanada, Australien und Großbritannien. Im selben Jahr haben rund 670.000 chinesische Staatsbürger im Ausland studiert.
Unter dem Eintrag Qiaopi and Yinxin Correspondence and Remittance Documents from Overseas Chinese wurden Briefe zwischen Auslandschinesen und ihren Familien in China von der UNESCO in die Liste des Weltdokumentenerbes aufgenommen.
In chinesischen Gemeinschaften in Übersee entstehen häufig kulturelle Konflikte mit den nachfolgenden Generationen. Oft stellen die Eltern überaus hohe Leistungsforderungen an ihre Kinder. Diese Erziehung wird in Nordamerika als Tiger parenting bezeichnet. Bekanntester Ausdruck davon ist der autobiografische Bestseller Die Mutter des Erfolgs von Amy Chua. Chinesen wird zuweilen der Vorwurf gemacht, überangepasst zu sein und ihre Gesellschaften nur wirtschaftlich, nicht aber sozial und kulturell, mitgestalten zu wollen. Demzufolge sähen sie ihre Aufgabe hauptsächlich darin, wirtschaftlich erfolgreich zu sein.

### Auslandschinesen in der westlichen Populärkultur
Der Französische Sänger Michel Berger singt in Mademoiselle Chang (1981) von der Entwurzelung und Liebe einer Chinesin.

## Verteilung auf die Kontinente
| Gebiet   | %     | Anzahl     |
| -------- | ----- | ---------- |
| Asien    | 80    | 17.070.000 |
| Amerika  | 11,63 | 5.020.000  |
| Europa   | 2,3   | 945.000    |
| Ozeanien | 1,28  | 564.000    |
| Afrika   | 0,3   | 126.000    |
| Total    | 100   | 23.725.000 |

## Staaten mit den meisten Auslandschinesen
Diese Zahlen beruhen auf Zahlen der Behörde für Überseechinesen der Republik China auf Taiwan aus dem Jahr 2005 und divergieren somit von offiziellen Zahlen aus der Volksrepublik China.
| Land                   | Region     | Bevölkerung 1 | Rang | Weiterführende Artikel                                                                                 |
| ---------------------- | ---------- | ------------- | ---- | --- |
| Thailand               | Asien      | 7.053.240     | 1    | Chinesischstämmige Thailänder                                                                          |
| Malaysia               | Asien      | 6.187.400     | 2    | Chinesen in Malaysia, Baba-Nyonya                                                                      |
| Vereinigte Staaten     | Amerika    | 3.376.031     | 3    | Sino-Amerikaner, Geschichte der Chinesen in den Vereinigten Staaten, Geschichte der Chinesen in Hawaii |
| Indonesien             | Asien      | 2.832.510 2   | 4    | Chinesische Minderheit in Indonesien                                                                   |
| Singapur               | Asien      | 2.684.900     | 5    | — |
| Kanada                 | Amerika    | 1.612.173     | 6    | — |
| Peru                   | Amerika    | 1.300.000     | 7    | — |
| Vietnam                | Asien      | 1.263.570     | 8    | Hoa |
| Philippinen            | Asien      | 1.146.250     | 9    | Philippinische Chinesen                                                                                |
| Myanmar                | Asien      | 1.101.314     | 10   | — |
| Russland               | Asien      | 998.000       | 11   | — |
| Australien             | Australien | 614.694       | 12   | — |
| Japan                  | Asien      | 519.561       | 13   | — |
| Vereinigtes Königreich | Europa     | 500.000       | 14   | — |
| Frankreich             | Europa     | 450.000       | 15   | — |
| Kambodscha             | Asien      | 343.855       | 16   | — |
| Deutschland            | Europa     | 212.000 3     | 17   | Chinesen in Deutschland                                                                                |
| Indien                 | Asien      | 189.470       | 18   | — |
| Laos                   | Asien      | 185.765       | 19   | — |
| Brasilien              | Amerika    | 151.649       | 20   | — |
| Niederlande            | Europa     | 144.928       | 21   | — |
| Kuba                   | Amerika    | 114.240 4     | 22   | Chinesische Kubaner                                                                                    |
| Osttimor               | Asien      | 4.000 5       | 23   | Geschichte der Chinesen auf Timor                                                                      |

Anmerkung

## Wirtschaftliche Bedeutung
1996 wurde das Barvermögen der Überseechinesen auf zwei Billionen US-Dollar geschätzt, mehr als das Geld der 1,3 Milliarden Menschen in der Volksrepublik China. Der Anteil der Überseechinesen an den Investitionen auf dem chinesischen Festland liegt bei 80 Prozent (zum Vergleich: Deutschland 0,25 Prozent). Die rund 60 Mio. Auslandschinesen (hier Macau, Hongkong und Taiwan mitgezählt, obwohl diese überhaupt keine Auslandschinesen sind) sind in den meisten asiatischen Staaten eine Wirtschaftsgroßmacht. Ihre Wirtschaftskraft wird nur von den USA und von Japan übertroffen und ihre Investitionen liegen höher als die japanischen Auslandsinvestitionen. In der Volksrepublik China selbst stellen sie etwa 80 % der Investoren.

### Sachbücher
- Sylvia Ang: Contesting Chineseness. Nationality, Class, Gender and New Chinese Migrants. Amsterdam University Press, Amsterdam 2022, ISBN 978-94-6372-246-9 (englisch).
- James Jiann Hua To: Qiaowu: Extra-Territorial Policies for the Overseas Chinese. Brill, Leiden 2014, ISBN 978-90-04-27227-9 (englisch).
- Paul Tjon Sie Fat: Chinese New Migrants in Suriname. The Inevitability of Ethnic Performing. Amsterdam University Press, Amsterdam 2009, ISBN 978-90-5629-598-1 (englisch).

### Autobiografien
- Zheng Lu-Nian: Le petit miroir. De Shanghai à Paris : un destin chinois. Éditions Buchet/Chastel, Paris 2009, ISBN 978-2-283-02380-8 (französisch).

### Radiobeiträge
- Markus Rimmele: Mobil und voller Bildungseifer – Chinesen in Europa. Archiv – Deutschlandradio. Hrsg.: Deutschlandfunk. 22. März 2008 (deutschlandfunk.de).